# Ennio De Concini
Ennio De Concini, född 9 december 1923 i Rom, död 17 november 2008, var en italiensk manusförfattare och filmregissör. Han var med och delade på en Oscar för bästa originalmanus vid Oscarsgalan 1963 för manuset till filmen Skilsmässa på italienska från 1961.

## Filmografi i urval
- 1954 – Eviga äventyr (manus)
- 1957 – Skriet (manus)
- 1960 – Djävulsmasken (manus)
- 1960 – La lunga notte del '43 (manus)
- 1961 – Skilsmässa på italienska (manus)
- 1963 – La ragazza che sapeva troppo (manus)
- 1979 – Älskar, älskar inte (manus)